# Gronówko (powiat Braniewski)
Gronówko (Duits: Grunenfeld) is een plaats in het Poolse district  Braniewski, woiwodschap Ermland-Mazurië. De plaats maakt deel uit van de gemeente Braniewo en telt 196 inwoners.

## Geboren in Gronówko/Grunenfeld
- Richard Schirrmann (1874) - de oprichter van de eerste jeugdherberg